# Damu Ridas
Die Damu Ridas waren eine afro-amerikanische Ansammlung von Mitgliedern der Blood Gang aus Inglewood, Kalifornien, die unter anderem Studioalben veröffentlicht haben.

## Diskografie
- Damu Ridas (1995)
- How Deep Is Your Hood (1999)

### Zusammenarbeit mit den Nationwide Rip Ridaz
- Bangin' on Wax (1993, US Platz 86[1])
- Bangin' on Wax 2... The Saga Continues (1994, US Platz 139[1])

### Zusammenstellungen
- Bang'n on Wax: The Best of the Damu's (1997)

### Singles
- Bangin' on Wax (1993)
- Piru Love (1993)
- Gs & Locs (1994)
- Wish You Were Here (1994)
- Damu Ride (1995)
- True Flue Killer (1995)